# Granåstjärnen (Idre socken, Dalarna, 686414-132056)
Granåstjärnen är en sjö i Älvdalens kommun i Dalarna och ingår i Dalälvens huvudavrinningsområde.